# Atlantis Ascendant
Atlantis Ascendant (с англ. — «Могущество атлантов») — пятый студийный альбом британской симфо-блэк-метал-группы Bal-Sagoth, вышедший в  2001 году. Концепция диска связана с легендой о мифическом континенте Атлантида.
Маркус Эк из немецкого журнала Sonic Seducer назвал альбом «невероятно помпезным», но в то же время «смелым», и положительно отозвался о сочетании элементов эпик- и симфо-метала в композициях. По словам критика, на диске также весьма ощутимо влияние пауэр-метала, а песни, представленные на нём, отличаются сложностью структур, богатством оркестровки и своеобразием.

## Список композиций
1. The Epsilon Exordium — 03:34
2. Atlantis Ascendant — 05:26
3. Draconis Albionensis — 06:19
4. Star-Maps of the Ancient Cosmographers — 05:09
5. The Ghosts of Angkor Wat — 02:22
6. The Splendour of a Thousand Swords Gleaming Beneath the Blazon of the Hyperborean Empire (Part: III) — 07:18
7. The Dreamer in the Catacombs of Ur — 05:15
8. In Search of the Lost Cities of Antarctica — 05:40
9. The Chronicle of Shadows — 05:32
10. Six Keys to the Onyx Pyramid — 02:07

## Участники записи
- Байрон Робертс — скриминг, чистый вокал
- Джонни Модлинг — ударные, клавишные
- Крис Модлинг — гитара
- Дэйв Макинтош — ударные
- Марк Гринвелл — бас-гитара